# 小行星3290
小行星3290（3290 Azabu）是一颗绕太阳运转的小行星，为主小行星带小行星。该小行星于1973年9月19日发现。名称来源于日本的一个地名麻布。

## 轨道参数
小行星3290的轨道半长轴为3.9729410 UA，离心率为0.127。